# Johann Hamza
Johann Hamza (* 21. Juni 1850 in Telč, Mähren; † 22. Dezember 1927 in Wien) war ein österreichischer Maler.

## Leben
Hamza war ein Schüler der Wiener Akademie der bildenden Künste unter Eduard von Engerth und ließ sich in Wien nieder. Gemeinsam mit anderen führte er die Wiener Genremalerei in den 1880er Jahren zu einer zweiten Blüte. Er malte meistens kleinformatige Bilder mit novellistischem Inhalt. Ab 1888 wurde er Mitglied des Wiener Künstlerhauses.
Sein Sohn Hans Hamza (* 21. Jänner 1879; † 1945) war ebenfalls Maler, der insbesondere Stillleben fertigte.

## Werke (Auswahl)

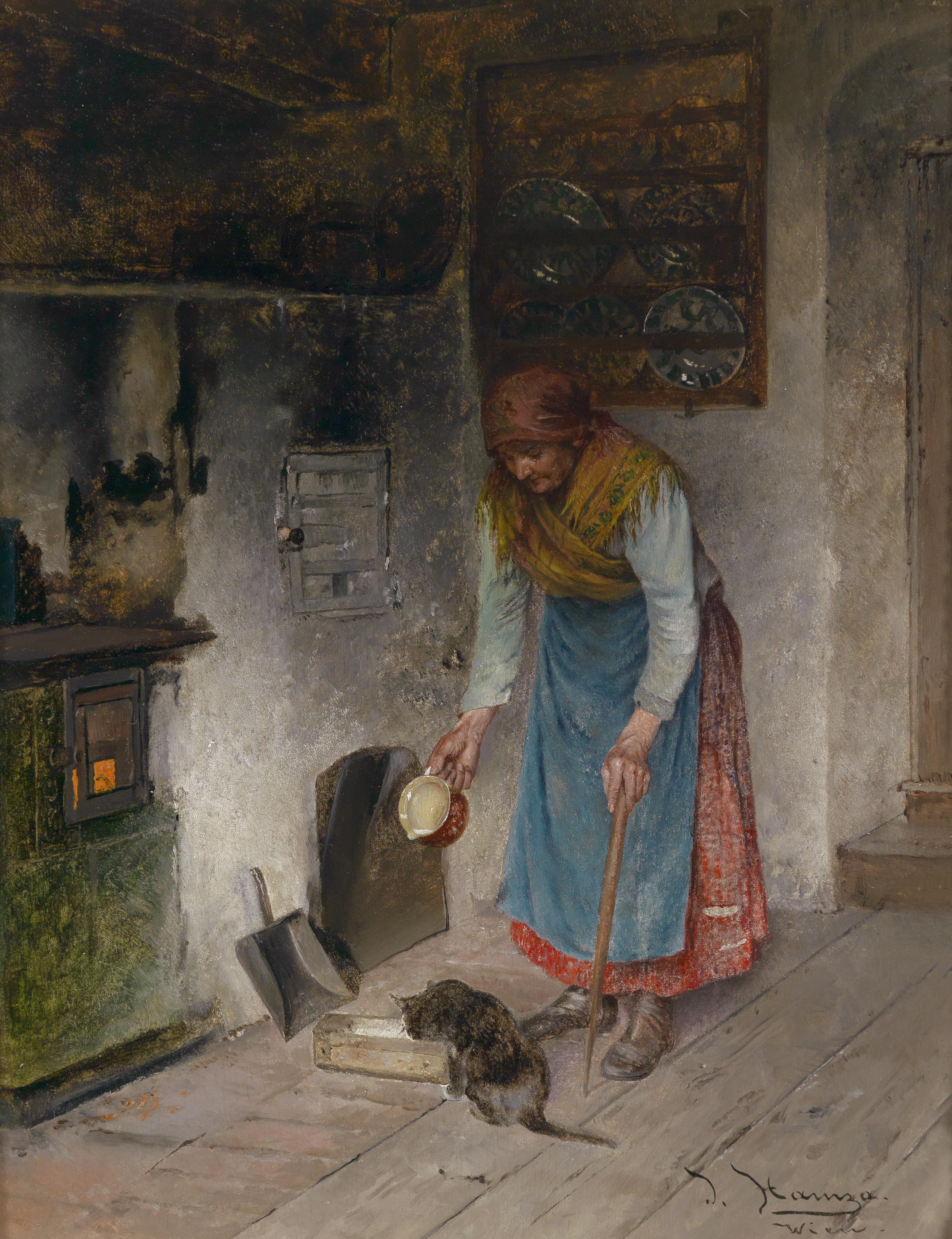
Milch für das Kätzchen

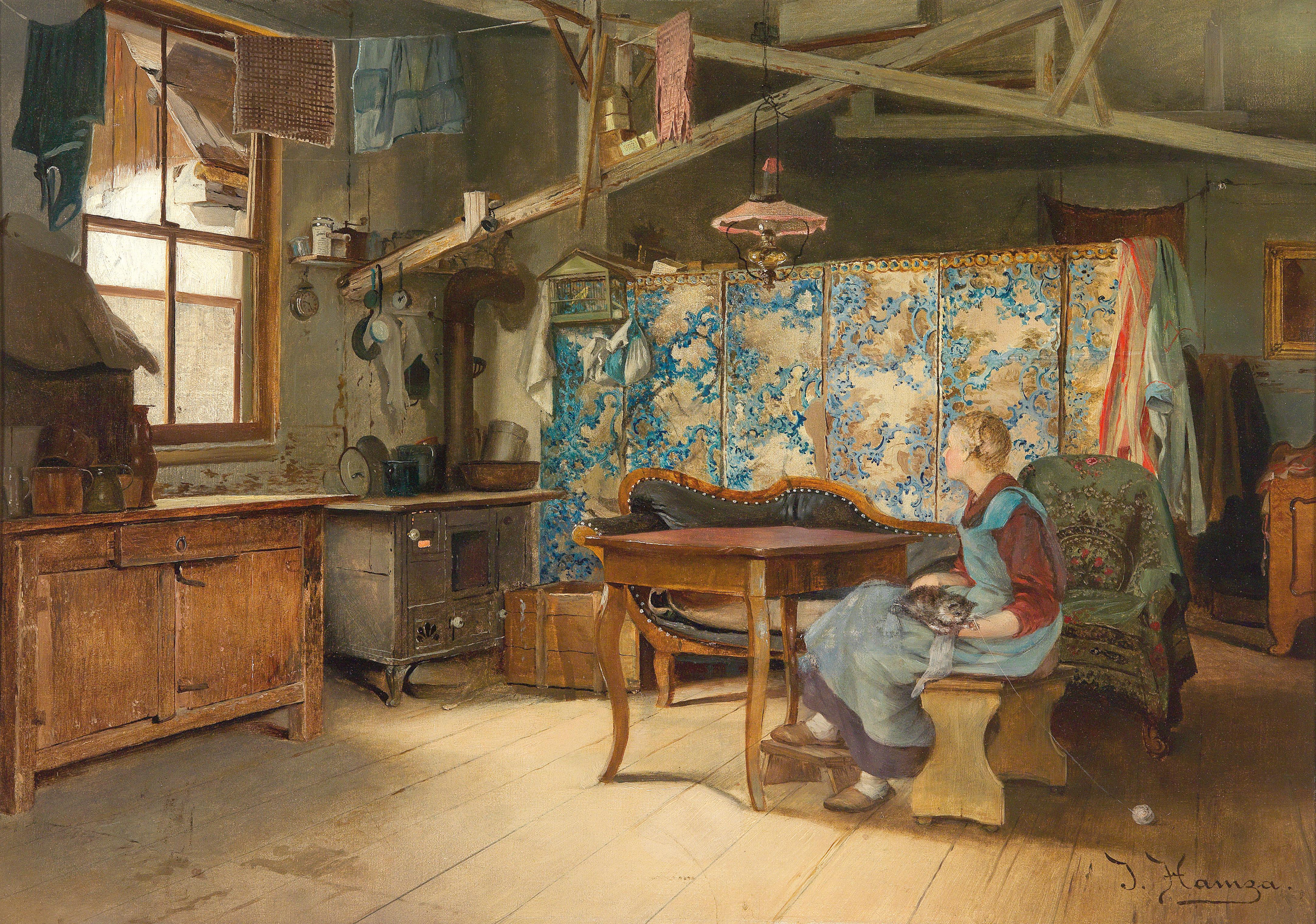
Bauerninterieur Zürich (1899)

- Schachspieler, 1879
- Der Musikfreund, 1886
- Beim Harfenisten, 1890
- Flitterwochen, 1890
- Die Würfler, 1891
- Gartenlaube, 1891